# Svartevattnet (Hede socken, Bohuslän)
Svartevattnet är en sjö i Munkedals kommun i Bohuslän och ingår i Örekilsälvens huvudavrinningsområde.